# Septembre 1869

## Événements
- 6 septembre, France : senatus-consulte augmentant les pouvoirs des assemblées. Le Corps législatif reçoit l'initiative des lois. Instauration d'un régime semi-parlementaire.
  - Floraison de nouveaux journaux républicains et socialistes.

- 24 septembre : vendredi noir à Wall Street.

## Naissances
- 15 septembre : Fritz Overbeck, peintre allemand († 7 juin 1909).